# Cmentarz żydowski w Pełczycach
Cmentarz żydowski w Pełczycach – został założony na początku XIX wieku i zajmuje powierzchnię 0,3 ha. Znajduje się w Pełczycach. Do naszych czasów zachowało się dziewiętnaście nagrobków, z których najstarszy pochodzi z 1851 roku. Są one wykonane z granitu lub piaskowca z napisami w języku hebrajskim i niemieckim.